# 明登鎮區 (明尼蘇達州本頓縣)
明登鎮區（英語：Minden Township）是位於美國明尼蘇達州本頓縣的一個行政鎮區。

## 地方資料
明登鎮區的面積為87.70平方千米，當中陸地面積為87.40平方千米，而水域面積為0.30平方千米。根據2020年美國人口普查的數據，當地共有人口1514人，而人口密度為每平方千米17.26人。